# 구처기
구 처기(丘處機)(1148년 - 1227년)는 도교 종파인 전진교의 도사이다. 본명은 구처기(丘處機)이며, 자는 통밀(通密). 장춘자(長春子)는 전진교에서 받은 도호이며 장춘진인(長春眞人)은 그 존칭이다. 산둥성 서하(棲霞) 출신이다.

## 개요
전진교의 개조 왕중양의 제자 북칠진(北七眞) 중의 한 명이며, 왕중양, 마옥, 담처단, 유처현에 이어 전진교의 5대 장문이었다. 전진교 용문파(龍門派)의 개조이기도 하다. 원나라 때 전진교를 융성시킨 것은 구처기의 공적이 크다.
1222년에 서아시아 원정 중의 징기스칸의 초청을 받아 고령에도 불구하고, 제자인 이지상 등과 함께 멀리 서역까지 여행을 하여 현재의 아프가니스탄에서 징기스칸을 만났다. 불로장수의 비결을 묻는 징기스칸에게 전진교의 가르침을 설명하였고, 징기스칸은 이에 보답하여 장춘진인에게 몽골 제국의 점령지 어디서라도 전진교를 보호하는 특혜를 베풀어 준다.
제자 이지상이 정리한 《장춘진인서유기》(長春眞人西遊記) 및 《현풍경회록》(玄風慶會錄)은 그 서역 여행 때의 기록이고, 장춘진인 일행이 거쳐간 당시의 몽골고원 및 중앙아시아에 대한 귀중한 자료로 현재에 내려오고 있다. 장춘진인서유기는 한 때 오승은의 서유기의 원작으로 잘못 알려져있기도 했다.
장춘은 서역에서 귀국 후 연경(북경)에 있는 장춘궁(천진관)에 살면서 폭넓게 대중의 신앙을 모으고, 그 땅에서 생을 마쳤다.

## 문학 속의 구처기
김용의 사조영웅전과 신조협려에서 구처기는 주요 인물 중 한 명이며 양강의 사부로 묘사된다.
☆사조영웅전의 모든 사건의 원흉

## 관련 자료
- 원사(元史) 202券
- 신원사(新元史) 243券

## 참고 문헌
- 장춘진인서유기(長春眞人西遊記) (岩村忍 譯、1948年)